# Lymanske (Rosdilna)
Lymanske (ukrainisch Лиманське; russisch Лиманское Limanskoje, deutsch früher Selz)
ist eine Siedlung städtischen Typs in der ukrainischen Oblast Odessa mit etwa 7385 Einwohnern (2018).

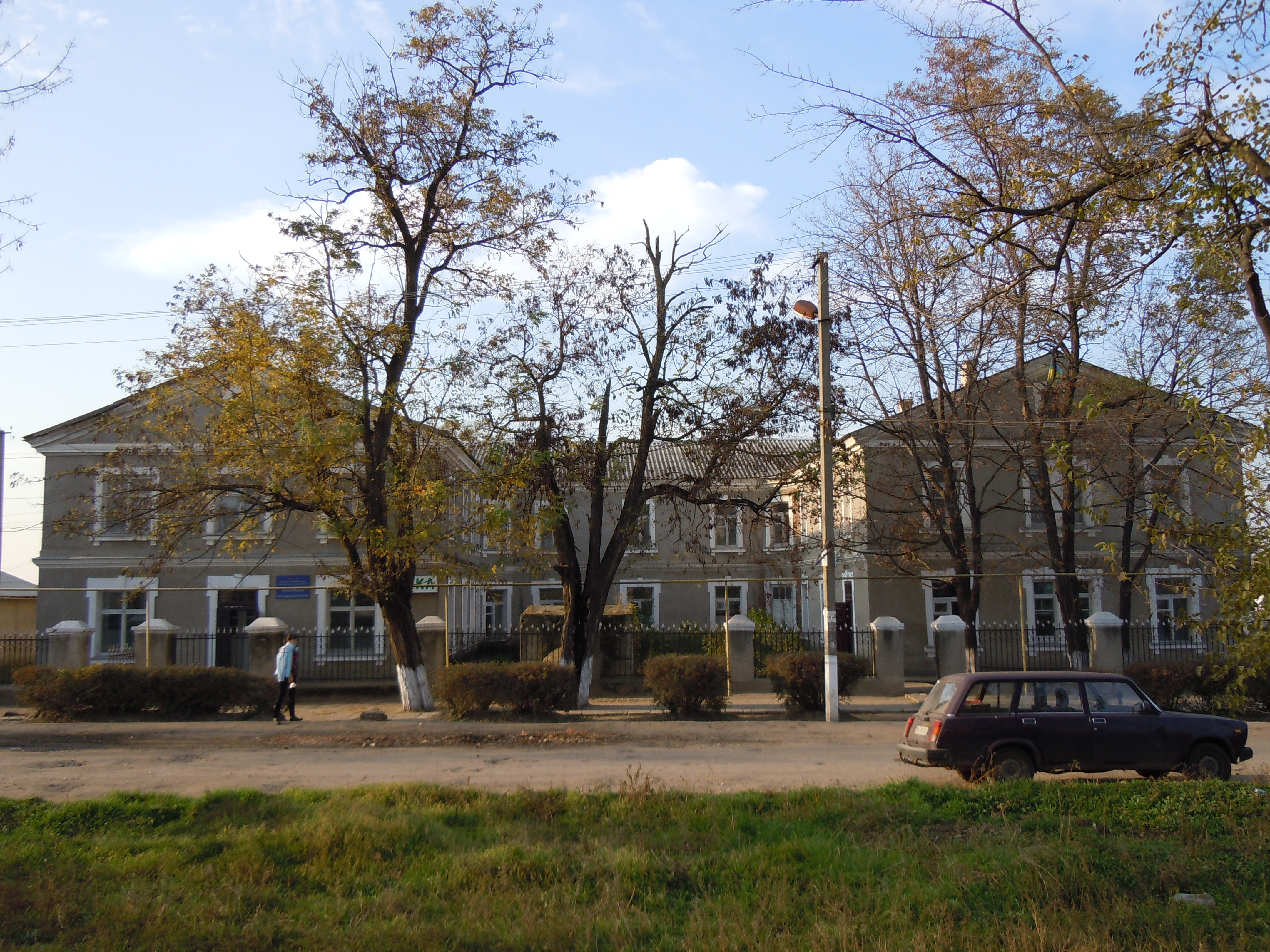
Haus in Lymanske

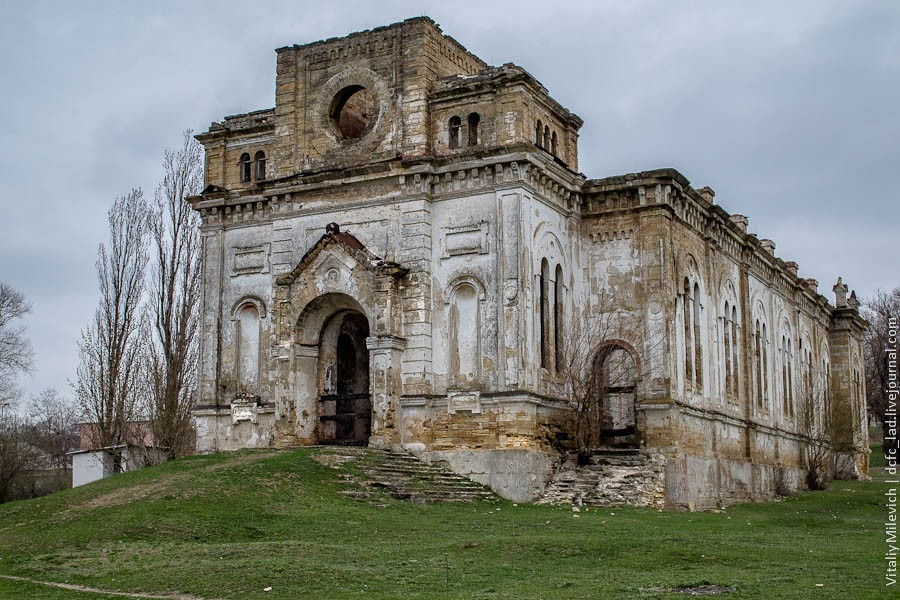
Ruine der 1919 geschlossenen Kirche der deutschsprachigen Katholiken in Lymanske

Lymanske liegt im Rajon Rosdilna am angestauten Kutschurhan, einem 119 km langen Nebenfluss des Dnister, der hier die Grenze zum moldauischen Transnistrien bildet. Lymanske liegt 75 km nordwestlich vom Oblastzentrum Odessa und 28 km südlich vom Rajonzentrum Rosdilna.
Durch die Ortschaft führt die Territorialstraße T–16–25.
Das 1798 mit dem Namen Selz gegründete Dorf war, wie das benachbarte Straßburg, Teil der deutschen Kolonie Kutschurgan und erhielt 1957 den Status einer Siedlung städtischen Typs.
Bis zum 1. Februar 1945 trug der Ort den ukrainischen Namen Selzy (Зельци) und wurde dann auf seinen heutigen Namen umbenannt.

## Verwaltungsgliederung
Am 12. Juni 2020 wurde die Siedlung zum Zentrum der neugegründeten Siedlungsgemeinde Lymanske (Лиманська селищна громада/Lymanska selyschtschna hromada), zu dieser zählen auch noch die 6 in der untenstehenden Tabelle angeführten Dörfer, bis dahin bildete sie die gleichnamige Siedlungsratsgemeinde Lymanske (Лиманська селищна рада/Lymanska selyschtschna rada) im Südwesten des Rajons Rosdilna.
Folgende Orte sind neben dem Hauptort Lymanske Teil der Gemeinde:
| Name                     | Name         | Name                        |
| ukrainisch transkribiert | ukrainisch   | russisch                    |
| ------------------------ | ------------ | --------------------------- |
| Kutschurhan              | Кучурган     | Кучурган (Kutschurgan)      |
| Nowe                     | Нове         | Новое (Nowoje)              |
| Nowosilzi                | Новосільці   | Новосельцы (Nowoselzy)      |
| Schtscherbanka           | Щербанка     | Щербанка                    |
| Stepowe                  | Степове      | Степовое (Stepowoje)        |
| Wynohradiwka             | Виноградівка | Виноградовка (Winogradowka) |

## Persönlichkeiten
- Klemens Weißenburger (1892–1919), russlanddeutscher römisch-katholischer Geistlicher und Märtyrer
- Bobby Hoffinger (1901–1976), Eishockeyspieler in der NHL und deutscher Nationaltrainer
- Anton Bosch (* 1934), russlanddeutscher Historiker
- Magdalena Jundt, geborene Hulm, (* 1936), russlanddeutsche Autorin des Romans "... и так оно и было!" (ISBN 978-3-943953-12-1), der ins Deutsche übersetzt wurde und unter dem Titel "… und so war das auch!" (ISBN 9783943953046) erschien